# Gilles Yapi Yapo
Gilles Yapi-Yapo (ur. 30 stycznia 1982 w Abidżanie) – piłkarz z Wybrzeża Kości Słoniowej występujący na pozycji pomocnika, reprezentant kraju, od sezonu 2014/2015 zawodnik klubu ligi szwajcarskiej FC Zürich.
Yapi-Yapo rozpoczynał karierę w klubach typowych dla reprezentantów Wybrzeża Kości Słoniowej, ASEC Mimosas i KSK Beveren. W 2004 został zawodnikiem FC Nantes, z którym wywalczył finał Pucharu Ligi Francuskiej w tym samym roku. W styczniu 2006 przeniósł się do ligi szwajcarskiej, do BSC Young Boys, z którym zajął w 2006 3. miejsce w lidze. Latem 2010 roku podpisał 3 letni kontrakt z FC Basel. Następnie grał w Qatar CSC, a w 2014 przeszedł do FC Zürich.

## Kariera reprezentacyjna
Gilles Yapi Yapo zadebiutował w reprezentacji Wybrzeża Kości Słoniowej 31 marca 2004 roku w wygranym 2:0 meczu przeciwko Tunezji. Uczestniczył w zwycięskich dla drużyny eliminacjach do Mistrzostw Świata 2006 oraz w Pucharze Narodów Afryki 2006 w Egipcie, na którym jego drużyna zajęła drugie miejsce. W 2006 został powołany przez Henriego Michela na Mistrzostwa Świata, na których zadebiutował w drugim meczu grupowym z Holandią (1:2), wchodząc z ławki rezerwowych. Drużyna zakończyła jednak udział w turnieju na fazie grupowej.